# Azia
Azia (in greco antico: Ἄζεια?) era una città dell'antica Grecia ubicata nella regione della Troade.

## Storia
Gli abitanti della città vengono citati nei registri della città tributarie di Atene tra il 452 e il 415 a.C., in quanto associati alla lega delio-attica.
Si suppone che debbano identificarsi con gli abitanti di Azia menzionati da Stefano di Bisanzio, che cita un frammento di Ellanico di Lesbo. Viene anche messo in relazione con il patronimico «Azida», menzionato da Omero nell'Iliade. Non è nota l'esatta ubicazione.